# Taishin Morikawa
Taishin Morikawa (japanisch 森川 泰臣 Morikawa Taishin; * 27. September 1994 in der Präfektur Kumamoto) ist ein ehemaliger japanischer Fußballspieler.

## Karriere
Morikawa erlernte das Fußballspielen in der Jugendmannschaft von Roasso Kumamoto. Seinen ersten Vertrag unterschrieb er 2013 bei Roasso Kumamoto. Der Verein spielte in der zweithöchsten Liga des Landes, der J2 League. 2015 wurde er an den Drittligisten Gainare Tottori ausgeliehen. Für den Verein absolvierte er acht Ligaspiele. 2016 kehrte er zu Roasso Kumamoto zurück. Im Juli 2016 wurde er an den Drittligisten Fujieda MYFC ausgeliehen. 2017 wechselte er zu Verspah Ōita. Im Juli 2017 wechselte er zu Toho Titanium SC. Ende 2017 beendete er seine Karriere als Fußballspieler.